# 藤村智美
藤村 智美（ふじむら ともみ、1978年5月30日 - ）は、兵庫県出身の元女子サッカー選手。元サッカー日本女子代表。現役時代のポジションはディフェンダー。

## 来歴
1997年に伊賀フットボールクラブくノ一に入団。2000年の第12回日本女子サッカーリーグでは、ベストイレブンにも選出された。2006年に地元・兵庫県を本拠地にしているINAC神戸レオネッサに移籍。2009年に引退した。
サッカー日本女子代表では、新人の時、1997年に代表に選出され、6月15日の中国代表との試合でデビューした。その後、しばらく代表での出場は無かったが、1999年11月の1999 AFC女子選手権で2年ぶりに代表に選出。大会では全6試合に出場し、日本は4位だった。その後は毎年代表の試合に出場し、2001 AFC女子選手権にも出場した。大会では2戦目のグアム代表との試合で代表敦ゴールを決めた。日本は準優勝だった。2002年まで通算で20試合に出場し、1得点した。

## タイトル

### 個人
- 日本女子サッカーリーグ・ベストイレブン: 1回 (2000年)

## 代表歴
- 1997年6月15日 - 日本女子代表初出場 -  中国戦
- 2001年12月8日 - 日本女子代表初得点 -  グアム戦

### 出場大会など
- 1999 AFC女子選手権（4位）
- 2001 AFC女子選手権（準優勝）

### 試合数
| 日本代表 | 国際Aマッチ | 国際Aマッチ |
| 年       | 出場        | 得点        |
| -------- | ----------- | ----------- |
| 1997     | 1           | 0           |
| 1999     | 6           | 0           |
| 2000     | 6           | 0           |
| 2001     | 4           | 1           |
| 2002     | 3           | 0           |
| 通算     | 20          | 1           |

- 出典: なでしこジャパン（日本女子代表）試合別出場記録[2]

### 出場
| #  | 開催日         | 開催地           | 会場           | 相手                   | 結果       | 監督     | 大会                   |
| -- | -------------- | ---------------- | -------------- | ---------------------- | ---------- | -------- | ---------------------- |
| 1  | 1997年06月15日 | 大阪府           | 長居陸上競技場 | 中国                   | △0-0       | 宮内聡   | キリンカップ           |
| 2  | 1999年11月08日 | イロイロ         |                | タイ                   | ○9-0       | 鈴木保   | アジア選手権           |
| 3  | 1999年11月10日 | イロイロ         |                | ウズベキスタン         | ○5-1       | 鈴木保   | アジア選手権           |
| 4  | 1999年11月12日 | バロタク         |                | ネパール               | ○14-0      | 鈴木保   | アジア選手権           |
| 5  | 1999年11月14日 | イロイロ         |                | フィリピン             | ○6-0       | 鈴木保   | アジア選手権           |
| 6  | 1999年11月19日 | バコロド         |                | チャイニーズタイペイ   | ●0-2       | 鈴木保   | アジア選手権           |
| 7  | 1999年11月21日 | バコロド         |                | 朝鮮民主主義人民共和国 | ●2-3       | 鈴木保   | アジア選手権           |
| 8  | 2000年05月31日 | キャンベラ       |                | オーストラリア         | ●0-1       | 池田司信 | パンパシフィックカップ |
| 9  | 2000年06月02日 | シドニー         |                | ニュージーランド       | ○2-1(延長) | 池田司信 | パンパシフィックカップ |
| 10 | 2000年06月04日 | キャンベラ       |                | 中国                   | ●0-2       | 池田司信 | パンパシフィックカップ |
| 11 | 2000年06月08日 | ニューキャッスル |                | アメリカ合衆国         | ●1-4       | 池田司信 | パンパシフィックカップ |
| 12 | 2000年06月10日 | ニューキャッスル |                | カナダ                 | ●1-5       | 池田司信 | パンパシフィックカップ |
| 13 | 2000年12月17日 | フェニックス     |                | アメリカ合衆国         | △1-1       | 池田司信 | 日米フレンドリーマッチ |
| 14 | 2001年03月16日 | 台北             |                | チャイニーズタイペイ   | ○2-0       | 池田司信 | 国際親善試合           |
| 15 | 2001年12月08日 | 台北             |                | グアム                 | ○11-0      | 池田司信 | アジア選手権           |
| 16 | 2001年12月10日 | 台北             |                | 朝鮮民主主義人民共和国 | ●0-1       | 池田司信 | アジア選手権           |
| 17 | 2001年12月12日 | 台北             |                | ベトナム               | ○3-1       | 池田司信 | アジア選手権           |
| 18 | 2002年04月03日 | ポワチエ         |                | フランス               | ●0-1       | 池田司信 | 4ヶ国対抗戦            |
| 19 | 2002年04月06日 | ポワチエ         |                | オーストラリア         | △1-1       | 池田司信 | 4ヶ国対抗戦            |
| 20 | 2002年04月09日 | ポワチエ         |                | カナダ                 | ○3-2       | 池田司信 | 4ヶ国対抗戦            |

### ゴール
| # | 開催年月日    | 開催地 | 対戦国 | 勝敗   | 試合概要           |
| - | ------------- | ------ | ------ | ------ | ------------------ |
| 1 | 2001年12月8日 | 台北   | グアム | ○ 11-0 | 2001 AFC女子選手権 |